# Automóviles de Ecuador
La planta AYMESA/Automóviles del Ecuador S.A. es un ensamblador de automotores de Ecuador, con domicilio en la ciudad de Quito, que desde 1970 se dedica al montaje, ensamblaje y construcción de automotores, siendo pionero en el mercado ecuatoriano. Cuando la fabricación de automóviles en el Ecuador tiene sus orígenes a finales de los años sesenta y principios de los setenta, época en la cual se pusieron las bases de la industria automotriz ecuatoriana, la planta de AYMESA produce uno de los primeros vehículos de diseño local el Andino, exportando 1000 unidades y haciendo historia dentro de la incipiente industria ecuatoriana.

## La compañía
El primer diseño que se tuvo del Andino fue parte del programa BTV de General Motors, el diseño local fue realizado por Carlos Almeida Asistente del departamento de ingeniería, él tuvo la idea fundamental sobre el Andino. Esta fue la primera marca que tuvo en el mercado AYMESA en 1972. 
Con un buen motor (1256 cc ce Bedford); junto a una carrocería duradera pero muy básica, la que permitía adaptaciones varias, era un vehículo muy modificable por aquellos quienes realizaban sus propias modificaciones. 
En realidad era una pequeña camioneta de carga que tenía una estrecha cabina para dos personas con puertas de vynil y un cajón metálico o de madera. A pesar del paso del tiempo, y con más de 40 años de uso, aún es posible ver algunos Andino rodando en Ecuador, en especial en las poblaciones rurales.

### Logotipo
El diseño básico del logo de AYMESA fue hecho por Carlos Almeida, estas siglas para Automóviles y Máquinas del Ecuador, fue la empresa encargada de producir los autos nacionales a partir de 1972, convirtiendo a Ecuador en uno de los pocos países de la región que ha producido sus propios autos.

## Línea cronológica
- 1970 Se funda "Aymesa" como distribuidor de las marcas Vauxhall/Bedford.
- 1973 Se inicia etapa industrial con el programa BTV. (ANDINO)
- 1975 Se produce la unidad #1000.
- 1976 Producción de vehículos con carrocería en fibra de vidrio y componentes importados.
- 1981 Producción del Chevette Hatch metálico (GMB)
- 1982 General Motors se convierte en accionista
- 1983 Se produce la pick-up Cargo en fibra de vidrio.
- 1986 Se inicia la producción del Isuzu Aska.
- 1987 Se produce la unidad #20000. Se inicia la producción de la Datsun Pick Up
- 1988 Se inicia producción del Suzuki Forsa
- 1993 Se produce la unidad #50000
- 1996 Se inaugura nueva planta industrial con ELPO. La capacidad de producción de la planta llega a las 6 unidades/hora. Introducción de los modelos Corsa de 3 y 4 Puertas
- 1998 Se produce la unidad #90000
- 1999 Venta de acciones de la General Motors de la planta. Se firma el contrato con AvtoVAZ.
- 2000 Inicio producción del Lada Niva.
- 2001 Inicio producción de los modelos Kia
- 2004 Cierre de la planta en septiembre, sin opciones de reinicio de operaciones.
- 2006 Reapertura de la "AYMESA", con nueva administración y reinicio de operaciones en diciembre.

## Licencias de ensamblaje

### Lada
En el año de 1999 se firma de un convenio de ensamblaje de vehículos con AvtoVAZ de Rusia, bajo el cual se inicia en el año 2000 la producción del vehículo Niva en Ecuador. Su producción es detenida definitivamente en el año 2009, tras el declive en ventas de dicho modelo.

### Kia
A inicios del año 1995 se inicia la producción de varios de los modelos de la marca surcoreana Kia, comenzándoze con el ensamblaje a partir de componentes producidos en Ecuador y en otros países del Kia Río (Stylus) y la van de pasajeros Kia Pregio. Si bien durante el 2010 y la primera mitad del 2011 se han obtenido resultados récord en venta y fabricación a nivel nacional, se prevé una paralización momentánea de la producción durante el segundo semestre del 2012 por los aumentos excesivos en los aranceles de ingreso e importación con los que se grava a las partes necesarias en para la producción de vehículos, y lo que haría que decrezca la producción nacional en favor de las importaciones. Esto afectaría a las otras empresas que hoy operan en el Ecuador: Chevrolet, Lada y Kia.

## Modelos

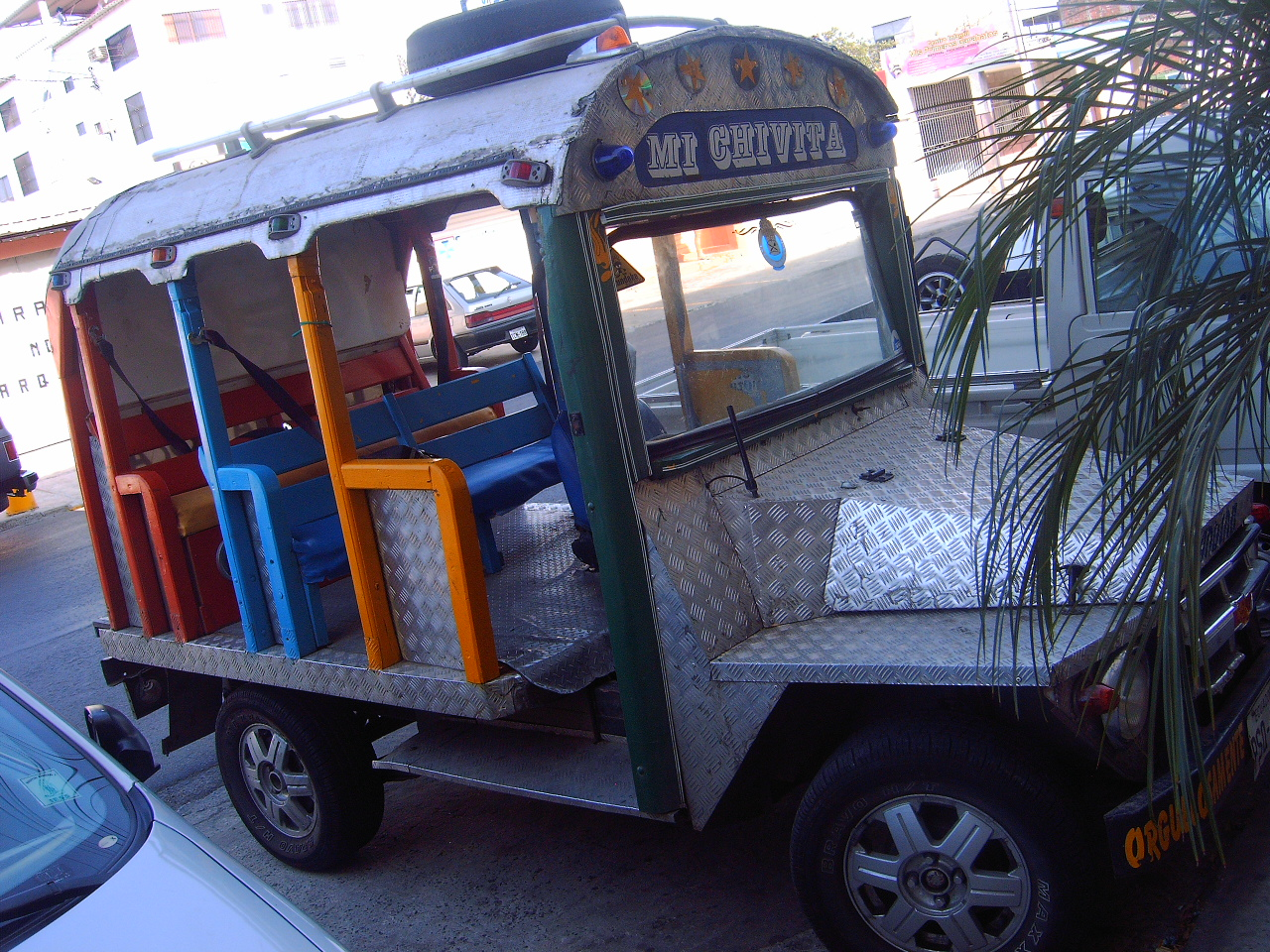
Una imagen del AYMESA Andino, el primer automóvil de producción hecha en Ecuador.

### En producción
- Kia Sportage
- Kia Pregio
- Kia Cerato Forte
- Hyundai Grand i10 (2019-presente)
- Kia Seltos
- Kia Soluto Xcite